# Silvanerpeton
Silvanerpeton (лат.) — вымерший род ранних рептилиоморф каменноугольного периода. Найден охотником за окаменелостями Стэном Вудом в карьере Восточный Кирктон, Уэст-Лотиан, Шотландия, в бригантийском подъярусе визейского яруса (миссисипская подсистема). Находка имеет важное значение, поскольку в карьере представлены отложения, заполняющие разрыв Ромера — небогатый на окаменелости период, когда эволюционировали высшие группы «лабиринтодонтов».
Типовой вид Silvanerpeton miripedes описан Дженни Клерк в 1993/1994 гг. Родовое название образовано от Сильвана — римского бога деревьев. Видовое название означает на латыни «чудесные ступни». Голотипный образец UMZC T1317 — скелет с черепом и отпечатками кожи.

## Описание
При жизни Silvanerpeton достигал 40 см в длину. Некоторые палеонтологи считают, что во взрослом состоянии он вёл полуводный образ жизни, другие — что только молодые особи обитали в воде, а взрослые были полностью сухопутными.

## Классификация
Опираясь на удивительно хорошо сохранившуюся плечевую кость и другие признаки, исследователи считают животное относительно развитым рептилиоморфом, близким к истокам амниот.